# Válvula industrial

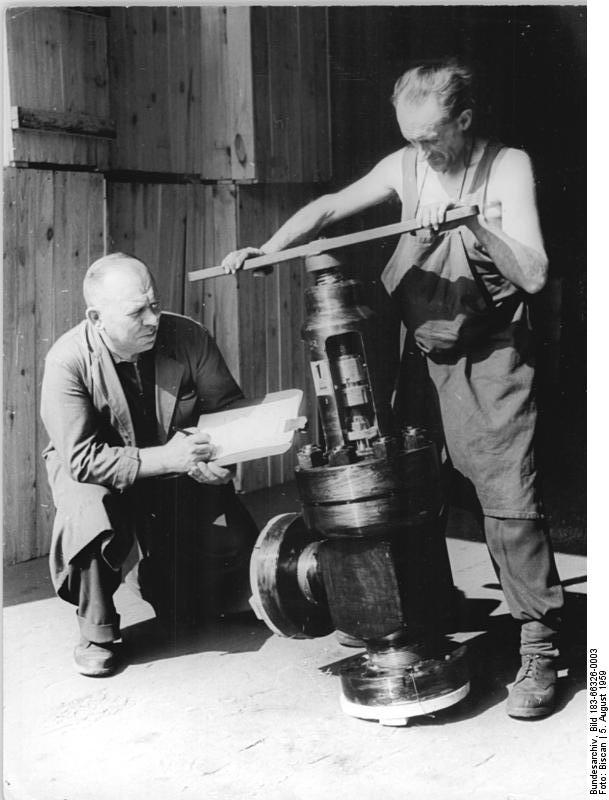
Una gran válvula industrial.

Una válvula industrial es el tipo de válvula que como elemento mecánico se emplea para regular, permitir o impedir el paso de un fluido a través de una instalación industrial o máquina de cualquier tipo.

## Tipos de válvulas

### Válvula de retención
La función esencial de una válvula de retención es impedir el paso del fluido en una dirección determinada, y no retorno (retén). Mientras el sentido del fluido es el correcto, la válvula de retención se mantiene abierta, cuando el fluido pierde velocidad o presión la válvula de retención tiende a cerrarse, evitando así el retroceso del fluido. La diferencia de presiones entre la entrada y la salida hace que la válvula esté abierta o cerrada.
También se denomina antirretorno.
Por ejemplo las válvulas de diafragmas.

### Válvula de compuerta
La apertura y cierre se produce mediante el movimiento vertical de una pieza interior en forma de cuña que encaja en el cuerpo. Esta cuña interior puede estar recubierta de goma o de metal especial, por lo que la estanqueidad es muy buena.

### Válvula de bola o válvula esférica
La apertura y cierre se produce por el giro de una esfera que tiene un agujero transversal.
Al girar la maneta, también gira un eje, el cual está acoplado a una esfera, unas juntas de PTFE (teflón) garantizan la estanqueidad.

### Válvula de globo (o de asiento)

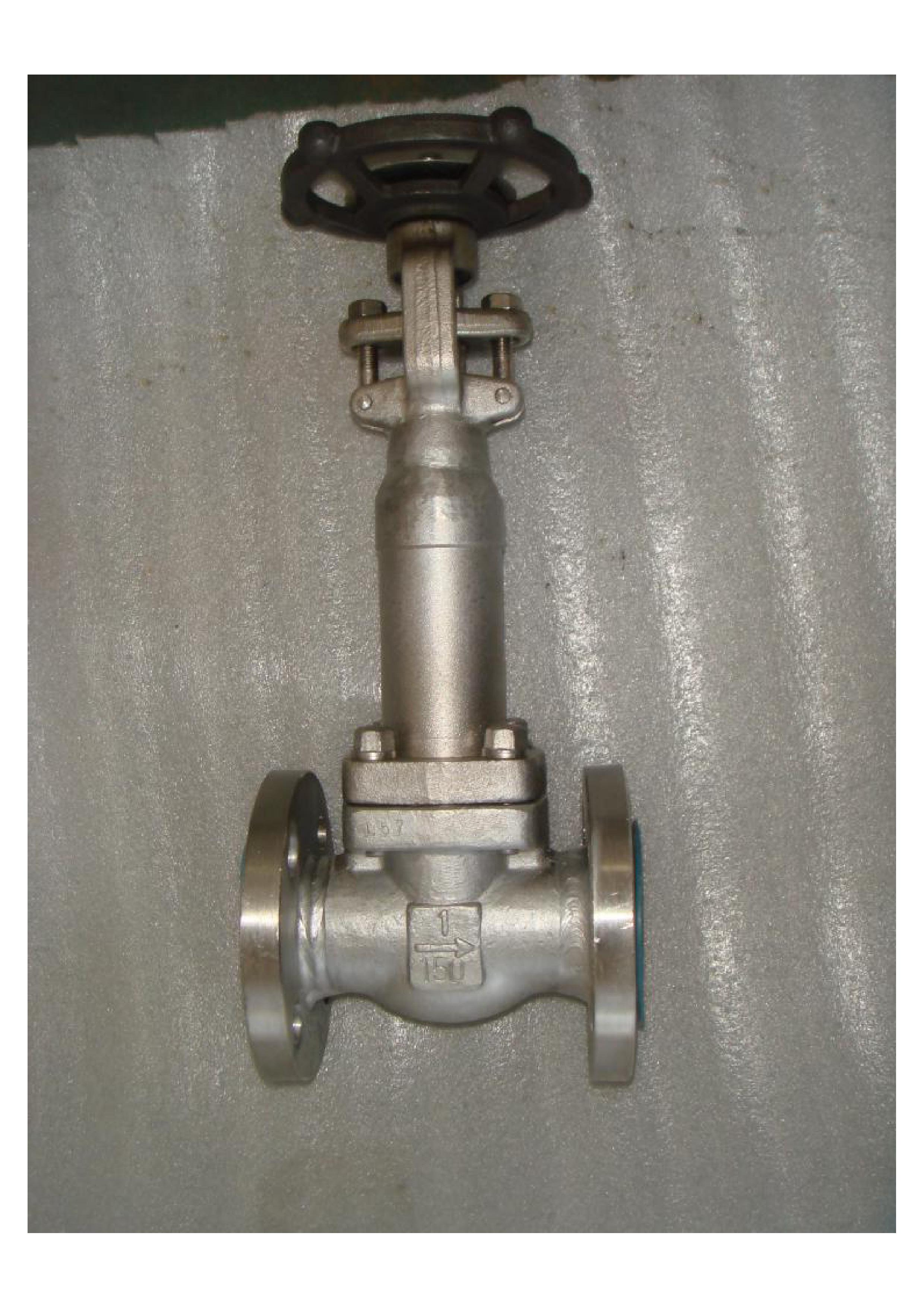
Válvula de globo.

Válvula que sirve para regular la cantidad de flujo que pasa por ella. El elemento de cierre asienta sobre una sección circular. A medida que el elemento de cierre se aproxima al asiento, la sección de paso se reduce y, por tanto, aumenta la pérdida de carga disminuyendo el caudal.

## Componentes de una válvula
- Cuerpo: Es la parte a través de la cual transcurre el fluido.
- Obturador: Es el elemento que hace que la sección de paso varíe, regulando el caudal y por tanto la pérdida de presión.
- Accionamiento: Es la parte de la válvula que hace de motor para que el obturador se sitúe en una posición concreta. Puede ser motorizado, mecánico, neumático, manual o electromagnético.
- Cierre: Une el cuerpo con el accionamiento. Hace que la cavidad del cuerpo y del obturador (donde hay fluido) sea estanco y no fugue.
- Vástago: Es el eje que transmite la fuerza del accionamiento al obturador para que este último se posicione.

## Características de válvulas

### Materiales
Dependiendo del material utilizado en el cuerpo de la válvula, se denominan como válvulas de:
- acero al carbono, como el forjado A105N que se usa en la mayoría de procesos industriales inocuos
- acero inoxidable, como el A182 F316 que se usa en situaciones de corrosión o temperatura menor
- acero aleado, como el super dúplex forjado A182 F55 que se usa en procesos altamente corrosivos, como por ejemplo la desalinación del agua marítima

### Presión Nominal
Para estandarizar las válvulas se estipulan diferentes presiones máximas a las que pueden trabajar. Se denomina con la sigla PN -valor establecido en bar- y se encuentra, generalmente, impreso en el cuerpo de la válvula.

### Extremos
- Soldados
- Roscados
- Polietileno press-fitting
- Easyquick (empalme rápido)
- EasyQuick Plus (empalme rápido desmontable)
- Bridados